# Wöchentliche Zeitung aus mancherley Orten

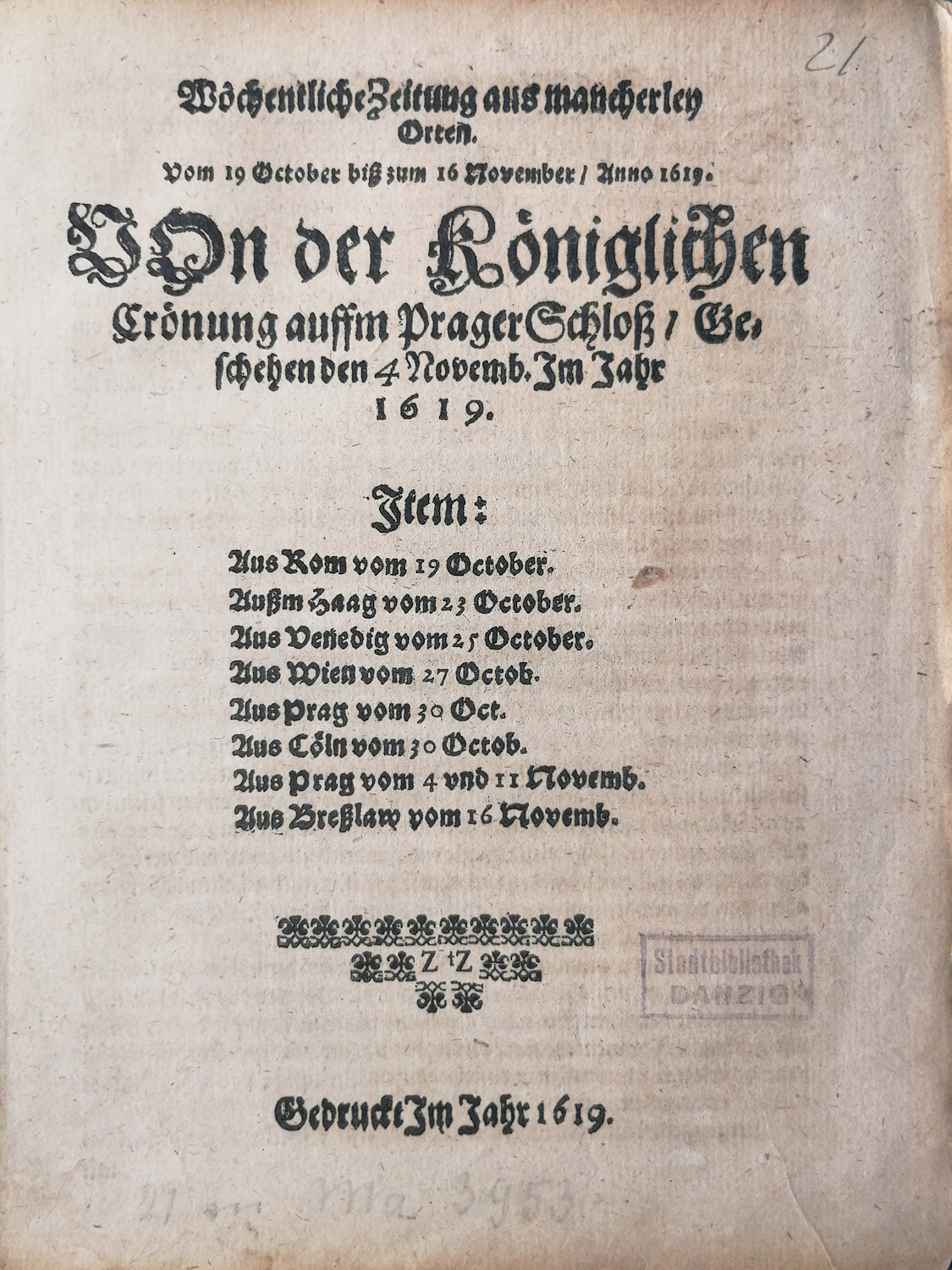
Wöchentliche Zeitung aus mancherley Orten, 1619

Die Wöchentliche Zeitung aus mancherley Orten war eine Zeitschrift, die in Danzig von 1618 bis etwa 1625 erschien. Sie war eines der ersten regelmäßig erscheinenden Periodika überhaupt.

## Geschichte
Die Zeitung erschien etwa ein- bis zweimal im Monat und berichtete von verschiedenen Schauplätzen des Dreißigjährigen Krieges, immer mehrere Berichte von verschiedenen Tagen in einem Exemplar zusammengefasst.
Der Verfasser ist nicht genannt, der Druck erfolgte bei Andreas Hünefeld in Danzig.
Die Wöchentlichen Zeitung aus mancherley Orten war das erste regelmäßig erscheinende Periodikum der Adelsrepublik Polen-Litauen und eines der ältesten überhaupt.